# 군인칙유
〈군인칙유〉(軍人敕諭)는 1882년(메이지 15년) 1월 4일 메이지 천황이 육해군 군인에 하사한 칙유이다. 정식명칭은 〈육해군 군인에 내리는 칙유〉(陸海軍軍人に賜はりたる敕諭).
1948년 6월 교육칙어와 더불어 중의원의 '교육칙어 등 배제에 관한 결의' 및 참의원의 '교육칙어 등 실효 확인에 관한 결의'에 의해 그 실효가 확인되었다.

## 성립과 내용
야마가타 아리토모의 지시로 니시 아마네가 기초, 후쿠치 겐이치로, 이노우에 고와시, 야마가타 아리토모가 이를 가필수정했다고 한다. 하사 당시 서남전쟁·다케바시 사건·자유민권운동 등 사회 정세로 인해 성립된 지 얼마 되지 않던 군부에 동요가 널리 퍼진 탓에 이를 막고자 정신적 지주를 확립시키고자 하는 의도로 기초되었다. 1878년(메이지 11년) 10월 육군경 야마가타 아리토모가 전육군 장병에 인쇄배포한 군인훈계를 그 기원으로 둔다.
보통의 칙어가 한문조인 데 반하여 헨타이가나가 뒤섞인 문어체로서 총자수가 2700자에 이르는 장문이다. 충절·예의·무용·신의·질소(質素)를 군인의 지켜야 할 다섯 가지 덕목으로 내세웠으며, 또한 군인은 정치에 관여하지 아니할 것을 명시했다. 내용은, 전문에서 "짐은 그대들 군인의 대원수이니라" 하며 천황이 통수권을 보유함을 재확인하고, "하급자가 상관의 명령을 따름은 실로 곧 짐의 명령을 따름과 같음을 명심하라"고 전언하며, 이어 군인의 충절·예의·무용·인의·질소 오개조의 덕목을 이르는 주문(主文), 이를 성심(誠心)으로써 준수실천할 것을 명하며 이것이 이뤄짐은 천황 자신의 기쁨에 그치지 않고 국민 전체가 이를 기뻐할 것이라 이르는 후문(後文)으로 구성된다.
오개조에서 충절·예의·무용의 덕목은 에도시대 무사도의 덕목이던 유교 주자학의 오륜과 오상의 영향을 강하게 받은 것이다. 아울러 당시 다케바시 사건·자유민권운동의 영향을 고려해 '충절'항에서는 "정론(政論)에 혼란치 말고 정치에 관여치 말라" 하며 군인이 정치에 불관여할 것을 명하며 군인(현역병 및 직업군인)은 선거권을 부여하지 않는다 했다. 허나 대일본제국헌법(1890년 11월)에 선행하여 천황으로부터 내려받은 '칙유'라는 데서 해군과 육군의 일부는 군인칙유를 정치와 의회에 대립하는, 스스로의 독립성을 보유하게 해주는 것으로 자리매김시키려는 자도 있었다. 정치에 불관여를 명받은 것으로 자리매김시키려 하는 것이 주류기는 했으나 정당정치에 종국을 가져온 암살테러, 오일오 사건으로 대표되는 급진파 역시 존재했다.
싸움에 있어서는 "어느 죽음은 태산보다 무겁고 어느 죽음은 홍모보다 가볍다(人固有一死或重於泰山或輕於鴻毛, 사마천 보임소경서)" 한 옛말을 빌려 "의는 산악보다 무거이 알고 죽음은 홍모보다 가벼이 알 것을 명심하라" 하며 "평시에는 목숨을 아끼려니와 때로는 의를 위해, 이를테면 천황 혹은 나라를 위해 목숨을 버리라"고 했다. 하가쿠레에서 개인의 존엄을 중시한 것과는 명확한 차이가 보인다.

## '어명'
자료에 따라서 이 칙유는 말미에 어명어새가 씌어진 경우가 있으나 이 칙유는 메이지 천황의 서명만 하고 어새는 안 찍고 육해군에 직접 하사하는 형식을 취했다. 따라서 인쇄물일 경우 어명만 쓰이는 것이 정확하다.

## 발포 후
육군에서는 장병이 전문 암송이 가능한 것을 당연시했다. 한편 해군은 "어(御)칙유의 정신을 기억해 두면 족하다. 어칙유 전문에서 제례칙(諸例則, 관련법규 혹은 훈시) 따위를 외우라"고 가르친 곳이 많았으며 전문 암송을 그렇게 요구하지 않았다.
시모무라 사다무 대장(육사 20기)는 항복을 결정할 때 철저항전을 주장한 부하에게 "그대들은 능히 짐과 근심을 함께하라"는 군인칙유의 구절을 인용하며 패전시의 마음가짐으로 하라고 설득했다 한다.
육군에서 어명은 일반적으로 읽는 방식인 "ぎょめい"가 아닌 "おんな"로 읽었다. 야마토모 시치헤이는 《내 안의 일본군》(私の中の日本軍)에서 한 위생하사관이 부대의 연회에서 술 취해 "돌격일번, 군인칙유는 온나(일본어에서 여자와 동음)로 끝나아~" 하며 외친 일을 기록하고 있다.

전중 육군상등병으로서 중지(중국 중부) 전장에 나와 있다 후에 전기(戦記)작가가 된 이토 게이치는 전진훈과 군인칙유를 비교하며 다음과 같이 썼다.
전진훈과 비교하면 메이지 십오년 발포된 군인칙유는 장중한 리듬을 가진 문체로 내부에는 순수한 국가의식이 흐르고 있으며 군대를 떠나 일종의 서사시적인 문학성조차 느끼게 된다. 흥륭해가는 민족과 군대의 반영이 '군인칙유'에는 있다. '전진훈'을 '군인칙유'와 비교하면 가혹한 말이지만 '전진훈'에는 어떠한 정신의 관개(灌漑)도 없고 줄창 군인에게 강요하는 오개조의 나열 밖에 없다. 대략적으로 생각할 수 있는 온갖 제약조항을 도대체 어떻게 살아 있는 병사가 지킬 수 있을 것이라 생각한 것일까. 어떻든 '전진훈'에는 모약(耗弱)한 군조직이 반영되어 있으며, 총명한 군인이라면 이를 읽는 시점에서 이미 군인 그 자체의 위기를 예감했을는지 모른다.
 — 이토 게이치 《군인들의 육군사》(兵隊たちの陸軍史, 2008년)